# Кардифф-Центральный
Кардифф-Центральный (англ. Cardiff Central railway station, валл. Caerdydd Canolog) — железнодорожная станция Южно-Уэльской главной линии в столице Уэльса Кардиффе.
Является крупным пересадочным узлом, где с Южно-Уэльской главной линией соединяются пригородные и городские железные дороги Долинных линий, и возле которого расположен Кардиффский центральный автовокзал. По результатам 2010-11 финансового года «Кардифф-Центральный» — самая загруженная пассажирами станция Уэльса и 21-я по этому показателю во всей Великобритании, а если исключить из подсчёта станции Большого Лондона, то 8-я. Управляется железнодорожным оператором «Arriva Trains Wales».

## История
В начале 1840-х годов, когда составлялся план «Южно-Уэльской железной дороги», Изамбард Кингдом Брюнель озаботился поиском места для строительства станции в Кардиффе. Берег Тафа, подходивший для этой цели во всех прочих отношениях, оказался заливным лугом, что заставило инженера передвинуть речное русло на запад. Высвобожденную из-под воды землю площадью 0,4 га (18 акров) приподняли над речным уровнем, укрепили набережной и частично использовали для возведения станционных строений.
Станцию открыли в 1850 году под названием «Кардифф». В 1922 году контроль над ней перешёл к «Большой западной железной дороге», которая в июле 1924 года присвоила станции новое имя «Кардифф-Главный». После национализации британских железных дорог, в 1973 году, она снова поменяла своё наименование и стала обозначаться как «Кардифф-Центральный».
В июне 2014 году прошла реконструкция станции.